# Auris (gemeente)
Auris is een gemeente in het Franse departement Isère (regio Auvergne-Rhône-Alpes) en telt 204 inwoners (2011). De plaats maakt deel uit van het arrondissement Grenoble.

## Geografie
De oppervlakte van Auris bedraagt 11,4 km², de bevolkingsdichtheid is 17,9 inwoners per km².
De onderstaande kaart toont de ligging van Auris (gemeente) met de belangrijkste infrastructuur en aangrenzende gemeenten.

## Demografie
Onderstaande figuur toont het verloop van het inwonertal (bron: INSEE-tellingen).